# سكوت ويلر
سكوت ويلر (بالإنجليزية: Scott Wheeler)‏ هو ملحن أمريكي، ولد في 24 فبراير 1952 في واشنطن العاصمة في الولايات المتحدة.

## وصلات خارجية
- سكوت ويلر على موقع ميوزك برينز (الإنجليزية)
- سكوت ويلر على موقع ديسكوغز (الإنجليزية)